# Chirac (Charente)
Chirac ist ein Ort und eine Gemeinde mit 779 Einwohnern (Stand 1. Januar 2022) im westfranzösischen Département Charente in der Region Nouvelle-Aquitaine. Zur Gemeinde gehören auch mehrere Weiler (hameaux) und Einzelgehöfte.

## Lage
Der Ort Chirac liegt in einer Höhe von etwa 170 m ü. d. M. im Nordosten des Départements Charente in der alten Kulturlandschaft des Angoumois, einem Teil der Landschaft der Charente. Der Ort befindet sich nahe der Grenze zum Limousin und ist nur etwa 55 km (Fahrtstrecke) von der Stadt Limoges entfernt, wohingegen die Stadt Angoulême rund 60 km südwestlich liegt.

## Bevölkerungsentwicklung
| Jahr      | 1800 | 1851 | 1901 | 1954 | 1999 | 2013 |
| Einwohner | 1209 | 1433 | 1141 | 706  | 732  | 753  |

Der kontinuierliche Rückgang der Bevölkerungszahlen seit dem ausgehenden 19. Jahrhundert ist im Wesentlichen auf den Verlust an Arbeitsplätzen infolge der Reblauskrise im Weinbau und der zunehmenden Mechanisierung der Landwirtschaft zurückzuführen.

## Wirtschaft
Der Ort und seine Umgebung waren jahrhundertelang landwirtschaftlich geprägt; die meisten Menschen lebten als Selbstversorger. Im ausgehenden Mittelalter und in der frühen Neuzeit wurde der Weinbau vorangetrieben, der jedoch – nach der Reblauskrise im ausgehenden 19. und beginnenden 20. Jahrhundert – nahezu eingestellt wurde. Im 19. Jahrhundert entstanden in der waldreichen Gegend kleinere Hochöfen zur Eisenproduktion. Seit den 1960er Jahren spielt der Tourismus in Form der Vermietung von Ferienwohnungen (gîtes) eine nicht unbedeutende Rolle im Wirtschaftsleben der Gemeinde.

## Geschichte
Zur Geschichte des Ortes ist nur wenig bekannt. Das ehemals zur historischen Provinz des Limousin gehörende Gebiet wurde im 11. oder 12. Jahrhundert von den Grafen von Angoulême annektiert. Die im 13. Jahrhundert entstandene Kirche scheint zu einem Priorat gehört zu haben.

## Sehenswürdigkeiten

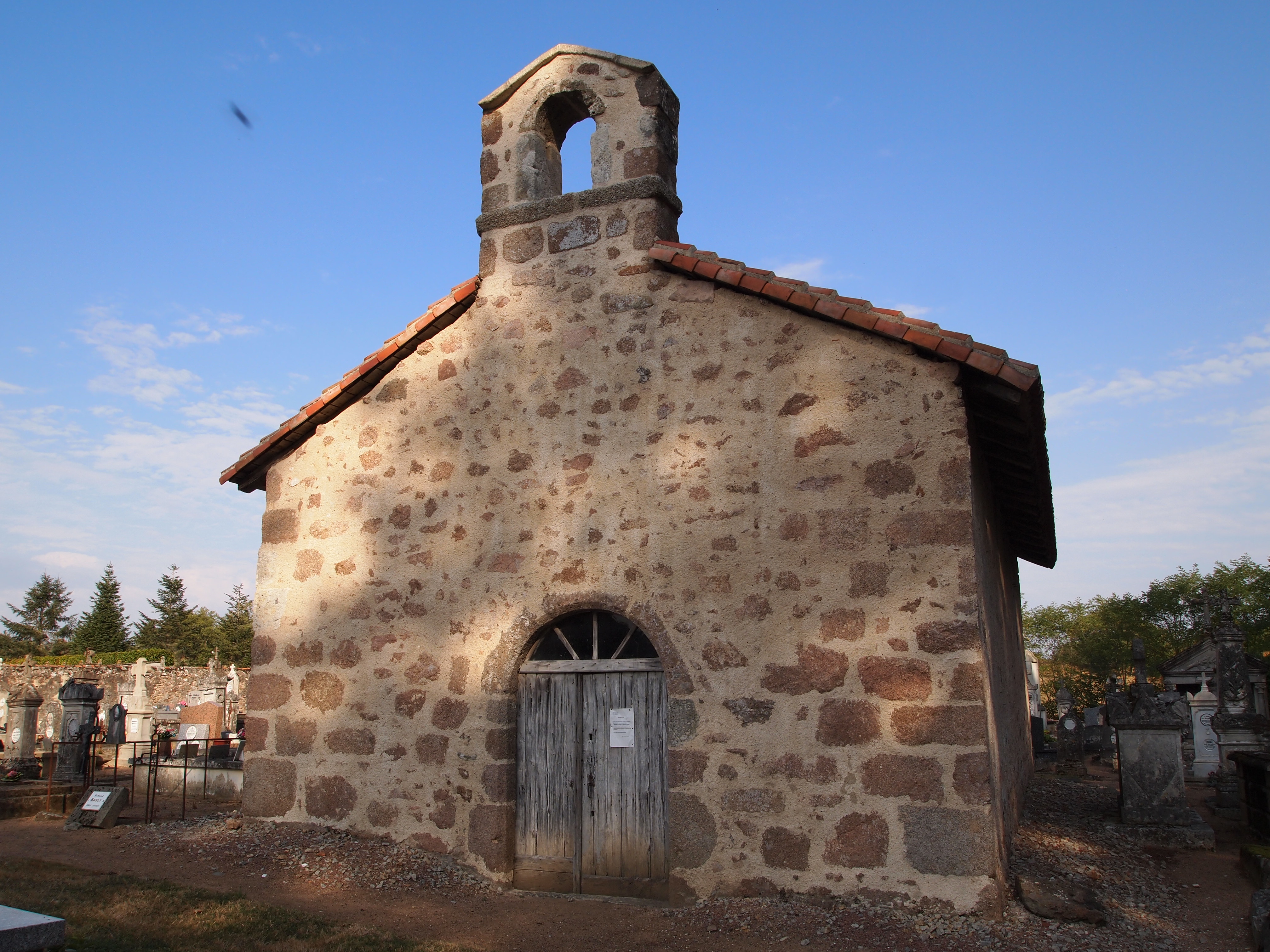
Friedhofskapelle

- Die einschiffige Pfarrkirche Saint-Pierre ist ein imposanter Bau des 13. Jahrhunderts mit einem gedrungenen Vierungsturm und einem repräsentativen Portal auf der Nordseite. Während die Westfassade schmucklos gestaltet ist, befinden sich in der Rückwand der flachschließenden Apsis drei schlanke Fenster. Das tonnengewölbte Kirchenschiff birgt ein geschnitztes Altarretabel aus dem 17. Jahrhundert mit der Darstellung der wundersamen Befreiung des Apostels Petrus aus dem Gefängnis. Letzterer ist seit 1941 als Monument historique anerkannt.[2]
- Die aus Bruchsteinen errichtete Friedhofskapelle (chapelle cimetière) stammt aus dem 14. Jahrhundert und ist im Innern bemalt. Sie ist seit 1977 als Monument historique anerkannt.[3]

außerhalb
- Das etwa einen Kilometer nordöstlich des Ortes gelegene Château de l’Age entstand im 16. Jahrhundert. Der Wohntrakt (corps de logis) wird von zwei seitlichen Rundtürmen gerahmt. Unter Denkmalschutz stehen sowohl die Schlossgebäude als auch die Überreste der im 19. Jahrhundert auf dem Gelände errichteten Eisenschmelze.[4]
- Eine Steinbrücke überspannt die Vienne in Richtung zur Nachbargemeinde Manot.

## Sonstiges
Chirac ist auch der Name eines in der Region produzierten Rohmilch-Ziegenkäses.